# Мех Наталія Олександрівна
Наталія Олександрівна Мех (нар. 8 жовтня 1974, с. Майданівка, Бородянський район, нині — Бучанський район, Київська область) — українська мовознавчиня, культуролог, лінгвокультуролог, лінгвостиліст. Доктор філологічних наук, професор кафедри державного вищого навчального закладу «Переяслав-Хмельницький державний педагогічний університет імені Григорія Сковороди», заслужений працівник освіти України». Член редколегії журналу «Краєзнавство».

## Біографія
Народився 8 жовтня 1974 року у селі Майданівка, Бородянського району, нині — Бучанського району, Київської області в родині педагога Олександра Реєнта.
У 1996 році закінчила Український Державний педагогічний університет імені Михайла Драгоманова.
Від 1999 року працює в структурі НАН України: у відділі стилістики, культури мови та соціолінгвістики Інституту української мови: спочатку старшим (2007—2011), пізніше провідним науковим співробітником (2010—2020); а також в Інституті мистецтвознавства, фольклористики та етнології імені М. Т. Рильського: провідним науковим співробітником Українського етнологічного центру (2020—2022), завідувачкою Відділом екранно-сценічних мистецтв та культурології (від серпня 2022 року). Водночас від 2000 року — у Переяслав-Хмельницькому педагогічному університеті: професор кафедри української лінгвістики та методики навчання (від 2011).
27 червня 2000 року захистила кандидатську дисертацію «Структура лексико-семантичного поля «мова-слово» в українській поетичній мові XIX — початку XX ст.» на отримання наукового ступеня — кандидат філологічних наук. Від 20 червня 2002 року — доцент кафедри державного вищого навчального закладу «Переяслав-Хмельницький державний педагогічний університет імені Григорія Сковороди».
3 липня 2009 року захистила докторську дисертацію «Лінгвокультурологема логос: когнітивний, прагматичний, функціонально-стилістичний аспекти» на отримання наукового ступеня — доктор філологічних наук. У 2009 році стала лауреатом премії НАН України для молодих учених і студентів вищих навчальних закладів за кращі наукові роботи, зокрема, за серію монографічних праць та статей у галузях когнітивної лінгвістики та лінгвокультурології. Від 1 липня 2011 року — професор кафедри української лінгвістики та методики навчання державного вищого навчального закладу «Переяслав-Хмельницький державний педагогічний університет імені Григорія Сковороди». 
Указом Президента України № 186 від 15 травня 2020 року «Про відзначення державними нагородами України з нагоди Дня науки» Наталії Олександрівні Мех присвоєне почесне звання «Заслужений працівник освіти України».
Працює в галузі лінгвостилістики, лінгвокультурології, досліджує окремі концепти мовної картини світу.

## Основні праці
Наталія Мех є автором багатьох праць, статей. Нижче перелічені лише деякі з них::
- «Семантичне поле зі значенням «слово–мова» у «Кобзарі» Тараса Шевченка» (1997);
- «Структура лексико-семантичного поля «мова–слово» в українській поетичній мові XIX — початку XX ст.» (2001);
- «Зміст терміна концепт» (2003);
- «Наскрізні концепти слово, мова, думка у філософсько-релігійній та мовній картинах світу Григорія Сковороди» (2005);
- «Українська лінгвостилістика XX — початку XXI ст.: система понять і бібліографічні джерела» (співавтор, 2007);
- «Інтерпретація концептів слово, мова в українській культурній традиції» (2008);
- «Лінгвокультурологема логос: когнітивний, прагматичний, функціонально-стилістичний аспекти» (2009);
- «Лінгвокультурологема логос у поетичному світі Ліни Костенко» (2010);
- «Лінгвокультурологема логос: семантична універсалія та „Константна форма“» (2010);
- «Лінгвокультурологема логос у науковій, релігійній та художній картинах світу» (2011);
- «„Бо ж спочатку було Слово“ (поняття мова в українознавчій концепції С. Я. Єрмоленко)» (2012);
- «Розум, творчість, інтуїція, відкриття» (2012);
- «„Пісня, що народ заколосила…“ (образ пісні в поетичній мові А. Малишка)» (2013);
- «Формування сучасного культурного простору України та зв’язок між часовими зрізами культури» (2015);
- «Лінгвофілософська концепція ОО Потебні й гуманітаристика XIX—XXI століть» (2015);
- «Українська лінгвостилістика та культура мови на межі століть: полілог поколінь» (співавтори: С. Єрмоленко, С. Бибик, А. Ганжа, Т. Коць, Г. Сюта; 2016);
- «Житія святих, укладені на Святій Горі Афон та українська агіографічна традиція» (2017);
- «Жанросфера сучасної української наукової комунікації» (2019);
- «„Наталка Полтавка“ Івана Котляревського в українському мовно-культурному просторі» (2019);
- «Український мислитель П. Куліш: аксіологічний вимір літературної творчості» (2020);
- «Етнос українського народу у п'єсі І. Котляревського „Наталка Полтавка“» (2020);
- «Культура міст Наддніпрянської України 1785–1917 рр. в історіографії імперської доби» (співавтор: О. Бондаренко; 2021);
- «Маєткова культура України у сучасних гуманітарних та природничих дослідженнях» (співавтор: М. Казьмирчук; 2021);
- «Періодизація розвитку маєткової культури України (XVIII—початок XX ст.)» (співавтор: М. Казьмирчук; 2022).

## Родина
- Батько — Реєнт Олександр Петрович, український історик, доктор історичних наук, професор, член-кореспондент Національної академії наук України;
- Чоловік — Мех Олег Андрійович, доктор економічних наук, професор кафедри державного вищого навчального закладу «Переяслав-Хмельницький державний педагогічний університет імені Григорія Сковороди», заслужений діяч науки і техніки України.